# امتیاز خوشتاریا
امتیاز خوشتاریا امتیازنامهٔ ملغی‌شده‌ای است که در سال ۱۹۱۷ دربارهٔ حق استفاده از منابع ایران میان دولت ایران با آکاکی خوشتاریا یکی از اتباع روسیه منعقد گردید.
خوشتاریا با کمک سفارت روسیه در تهران موفق شد در سال ۱۹۱۷ امتیازنامه‌ای از وثوق‌الدوله در خصوص بهره‌برداری از کلیهٔ معادن و اشجار ازجمله نفت در پنج ایالت شمالی ایران برای مدت هفتاد سال بگیرد. بر اساس مفاد این قرارداد، ۱۲٪ از سود حاصل از این امتیازنامه به دولت ایران می‌رسید. خوشتاریا به منظور تسریع در امضای موافقت‌نامه مبلغی رشوه به دولت پرداخت نمود که وزیر فرهنگ وقت، مبلغ رشوه را که به او رسیده بود به‌عنوان «کمک به فرهنگ» به وزارتخانهٔ متبوعش هدیه نمود. همین کار باعث شد که راز امتیاز، آشکار شد و از آنجا که مطابق اصل ۲۴ قانون اساسی مشروطه کلیهٔ امتیازنامه‌ها باید به تصویب مجلس شورای ملی می‌رسید و از آنجا که مجلس در دورهٔ فترت قرار داشت، وزارت فواید عامه بطلان امتیازنامهٔ مزبور را در ۱ خرداد ۱۲۹۷ به اطلاع عموم رساند. این امتیاز بعدها توسط خوشتاریا به کمپانی نفت جنوب فروخته شد و موجب بروز چالش‌هایی در روابط ایران با شوروی نیز گردید.